# Acllahuasi
Os Acllahuasi (do quíchua Casa das Escolhidas) eram edifícios residenciais das acllas, que eram os grupos de mulheres especializadas em atividades produtivas, particularmente fabricavam tecidos e preparavam chicha, e que estavam obrigadas a prestar serviços trabalhistas ao Estado. Estes edifícios, comparados erroneamente por alguns cronistas com os conventos cristãos, encontravam-se distribuídos em todos os centros provinciais do Tahuantinsuyo.

## Tipos de trabalho e recrutamento
Algumas das mulheres eram destinadas ao Inca como serventes, preparavam a chicha para o Inca.
Outras eram destinadas ao deus Inti, para sacrifício e preparação da cerimônia, mas se recorde que os Incas não sempre sacrificavam humanos, sina também lhamas, porquinhos-da-índia e outros animais.
Outras eram eleitas como prêmio aos grandes guerreiros incas e à nobreza normal e de mordomia.
Mas todas elas eram eleitas entre algumas e levadas ao recinto, preparadas, destinadas para o que serviam e outras ficavam para ensinar às mulheres ou mamacunas . 
Eram eleitas pelas mamacunas para ser esposas do inca ou ser sacrificadas